# Okres Hlubčice
Okres Hlubčice (Głubczyce; polsky Powiat głubczycki) je okres v polském Opolském vojvodství. Rozlohu má 673,1 km² a v roce 2019 zde žilo 45 552 obyvatel. Sídlem správy okresu je město Hlubčice.

## Gminy
Okres Hlubčice je složen z těchto gmin:
Městsko-vesnické gminy:
- Bavorov
- Hlubčice
- Ketř

Vesnická gmina:
- Branice

## Města
V okresu Hlubčice jsou 3 města:
- Bavorov
- Hlubčice
- Ketř

## Geografie
Okres Hlubčice je situován v hlubčickém výběžku (polsky worek głubczycki) Polska. Okres Hlubčice leží v Opavské pahorkatině (polsky Płaskowyż Głubczycki) náležející ke Slezské nížině. Mezi vesnicemi Branice a Boboluszki je Plechowa Góra (328 m n. m.; německy Plechowa Berg nebo Blechberg), nejvyšší hora Opavské pahorkatiny. Západní část okresu Hlubčice se nachází ve Zlatohorské vrchovině (polsky Góry Opawskie), která náleží k Jesenické oblasti (polsky Sudety Wschodnie).
Území okresu Hlubčice náleží k povodí Odry. Na území gminy Hlubčice pramení řeky Pština/Cina, Troja (pravý přítok Pštiny/Ciny) a Stradunia. Část okresu Hlubčice hraničící Českem je odvodňována řekami Opavice (např. Potok Mokry/Mohla), Opava (např. Potok Ciermięcicki/Trmantický potok nebo Ostra/Pilšťský potok) a Osoblaha (např. potok Grozowy/Hrozová). Na řece Troja je před vsí Włodzienin od roku 2006 retenční nádrž Włodzienin.
Okresu Hlubčice se nachází nedaleko Moravské brány, čili v terénní depresi mezi Západními Karpatami a Pogórzem Śląským a mezi Východními Sudetami. Díky tomuto umístění zde vanou velmi silné větry, a proto zde firmy chtějí stavět větrné elektrárny.

## Demografie
Data z 31. prosince 2008 (GUS):
| Popis      | Celkem | Celkem | Ženy   | Ženy | Muži   | Muži |
| ---------- | ------ | ------ | ------ | ---- | ------ | ---- |
| jednotka   | osob   | %      | osob   | %    | osob   | %    |
| celkem     | 49 580 | 100    | 25 311 | 51   | 24 269 | 49   |
| ve městech | 22 692 | 100    | 11 867 | 52   | 10 825 | 48   |
| na venkově | 49 580 | 100    | 13 444 | 50   | 13 444 | 50   |

V roce 2002 se 95,2 % obyvatel přihlásilo k národnosti polské; 1,6 % obyvatel k národnosti německé.

## Náboženství
Na území okresu Hlubčice se nachází děkanáty Branice, Hlubčice a Ketř, jež patří do Diecéze opolské, jež patří do Katovické církevní provincie. Na území okresu Hlubčice též zasahují děkanáty Głogówek (farnost Klisino), Pietrowice Wielkie (farnost Maków s vesnicemi Tłustomosty a Tłustomosty-Langowo) patřící do Diecéze opolské.

## Historie

### Jazyková hranice
Od roku 1137 (Kladský mír) tvoří řeka Pština / Cina (polsky Psina / Cyna) zemskou hranici mezi Moravou (resp. českými zeměmi; pravý břeh) a Slezskem (resp. polskými zeměmi; levý břeh) a dodnes je pro autochtonní slovanské obyvatelstvo jazykovou hranicí česko-slezskou (jižně od Ciny se mluví lašskými dialekty češtiny, severně od ní se užívá slezština; Slezané říkají: „Po Cinu letí vrůna a za ní už vrana“).

### Rok 1742
Roku 1742 na základě Vratislavského míru získalo Prusko rozsáhlé území Krnovského knížectví po levém břehu řek Opavy a Opavice, došlo k odloučení celého Hlubčicka od Krnovska. Státní hranice se posunula až k městu Krnovu, které se tak stalo pohraničním městem. Jižní část Krnovského knížectví se stala součástí vévodství Rakouské Slezsko, severní část součástí pruské provincie Slezsko (něm. Provinz Schlesien). Nově vytvořený okres Hlubčice (něm. Kreis Leobschütz, česky někdy zvaný kraj hlubčický/hlubčický kraj) se stal jedním z 35 okresů pruského Slezska. Hraniční řeka Opavice rozdělila napůl vesnice Komeise (pol. Chomiąża, čes. Chomýž), Schönwiese (pol. Krasne Pole, čes. Krásné Loučky), Geppersdorf (pol. Lenarcice, čes. Linhartovy) a Tropplowitz (pol. Opawica, čes. Opavice). Hlubčicko přesto až do roku 1977 zůstalo součástí olomoucké arcidiecéze.

### Pruské Hlubčicko

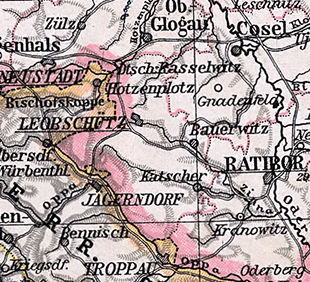
Okres Hlubčice (Leobschütz) roku 1905

Po reorganizaci okresního členění v pruském státě po Vídeňském kongresu došlo 1. května 1816 k přesunutí okresu Hlubčice v rámci pruské provincie Slezsko (něm. Provinz Schlesien) z vládního obvodu Vratislav (něm. Regierungsbezirk Breslau) do vládního obvodu Opolí (něm. Regierungsbezirk Oppeln). V roce 1905 se při sčítání lidu z 84 tisíc obyvatel okresu přihlásilo celkem 7 341 k moravštině jako jedinému mateřskému jazyku. Nejvýraznější podíl Moravců byl v obcích Bobolusky (Boblowitz, 66 %), Děhylov (Eiglau, 56 %), Držkovice (Dirschkowitz, 80 %), Hradčany (Hratschein, 74 %), Chrastilov (Krastillau, 90 %), Jakubovice (Jakubowitz, 88 %), Jaronov (Jernau, 59 %), Kaldouny (Kaldaun, 66 %), Klemštyn (Klemstein, 95 %), Liptýně (Liptin, 67 %), Násile (Nassiedel, 79 %), Nekázanice (Osterwitz, 87 %), Štibořice (Steuberwitz, 92 %), Turkov (Turkau, 86 %), Utěchovice (Auchwitz, 90 %), Vehovice (Wehowitz, 44 %) a Vodka (Hochkretschau, 68 %).
Provincie Slezsko byla rozpuštěna k 8. listopadu 1919 a z vládního obvodu Opolí byla vytvořena provincie Horní Slezsko (něm. Provinz Oberschlesien), jehož součástí se stal i okres Hlubčice. Po první světové válce také proběhl v roce 1921 plebiscit v Horním Slezsku ve věci teritoriální příslušnosti Horního Slezska k Německu (59,41 %) nebo k Polsku (40,59 %). Hlubčicko tak zůstalo součástí Německa. Československo si na Hlubčicko (v tom i na moravskou enklávu ve Slezsku – Ketřsko, tzv. Prajskou Moravu) a část Ratibořska dělalo nárok, protože šlo o oblasti osídlené Moravci, kteří si udrželi pocit sounáležitosti s Moravou, sami sebe označovali jako Moravce a jazyk, kterým hovořili, nazývali moravštinou. Na Hlubčicku ale nebylo úspěšné, takže Německu bylo ponecháno 17 uvedených českých (resp. moravských) nebo většinou českých obcí, v nejméně 10 dalších žily české menšiny (podle Franze Chocholatého-Grögera zůstalo součástí Německa 12 obcí obývaných Moravci: Utěchovice, Bobolusky, Držkovice, Děhylov, Vodka, Hradčany, Chrastilov, Násile, Nekázanice, Štibořice, Turkov a Branice).
V roce 1936 proběhla germanizace některých německých slovansky znějících geografických názvů, např.:
- Badewitz: Badenau,
- Boblowitz: Hedwigsgrund,
- Deutsch-Neukirch a Bieskau: spojeny v roce 1937 do Altstett (později se nová obec měla nazývat: Neukirch (Oberschlesien)),
- Dirschkowitz: Dirschkenhof,
- Hratschein: Burgfeld,
- Jakubowitz: Jakobsfelde,
- Kittelwitz: Kitteldorf,
- Peterwitz: Zietenbusch,
- Tscheidt: Maxwaldau,
- Tschirmkau: Schirmke,
- Waißak: Lindau O. S.,
- Wanowitz: Hubertusruh,
- Wehowitz: Wehen,
- Zauchwitz: Dreimühlen,
- Zülkowitz: Zinnatal.

Dne 1. dubna 1938 byly pruské provincie Horní Slezsko a provincie Dolní Slezsko (něm. Provinz Niedeschlesien) spojeny do provincie Slezsko. Okres Hlubčice byl součástí provincie Slezsko v rámci Německé říše. Po Mnichovské dohodě bylo od Československa odděleno pohraniční území a Sudety byly připojeny k Německé říši. 30. října 1938 byly venkovský okres Krnov (něm. Landkreis Jägerndorf) a venkovský okres Opava (něm. Landkreis Troppau) připojeny k vládnímu obvodu Opava (něm. Regierungsbezirk Troppau) v provincii (župě) Sudety (něm. Gau Sudetenland). Hlučínsko (něm. Hultschiner Ländchen) bylo připojeno k tzv. Staré (Německé) říši, k župě Slezsko, k vládnímu obvodu Opolí, k venkovskému okresu Ratiboř (něm. Landkreis Ratibor). Od podzimu 1938 do května 1945 tak nebyla část hranice okresu Hlubčice státní hranicí. K 1. lednu 1939 dostal okres Hlubčice (Kreis Leobschütz) název venkovský okres Hlubčice (Landkreis Leobschütz). K 18. lednu 1941 byla provincie Slezsko rozpuštěna a z vládního obvodu Opolí a z vládního obvodu Katovice (něm. Regierungsbezirk Kattowitz) byla vytvořena provincie Horní Slezsko. Okres Hlubčice byl součástí vládního obvodu Opolí v provincii Horní Slezsko v rámci Německé říše.

### Polské Hlubčicko
Na jaře 1945 bylo území okresu Hlubčice obsazeno Rudou armádou a pak přešlo pod polskou správu. Hlubčicko se stalo součástí Polska (tzv. Ziemie Odzyskane). 14. března 1945 se okres Hlubčice stal součástí I. správního obvodu – Opolské Slezsko (pol. I okręg administracyjny – Śląsk Opolski). Obnovené Československo si znovu dělalo nárok na Hlubčicko a Ratibořsko po druhé světové válce, avšak Poláci na znovuzískaných západních územích rozmístili proti Čechoslovákům vojska a Stalin Československu také zarazil jakékoliv územní požadavky přesahující hranice z roku 1937.
28. června 1946 byl I. správní obvod – Opolské Slezsko připojen ke Slezskému vojvodství (pol. województwo śląskie, zvané též województwo śląsko-dąbrowskie). V letech 1946–1950 byl okres Hlubčice součástí Slezského vojvodství. V roce 1950 bylo ze Slezského vojvodství vyděleno Opolské vojvodství (pol. województwo opolskie). V letech 1950–1975, 1975–1998 a od roku 1998 dodnes byl okres Hlubčice součástí Opolského vojvodství (které bylo v uvedených obdobích vymezeno různě).
Roku 1959 došlo v rámci vyřešení československo-polských sporů k úpravám (narovnání a zkrácení) československo-polské státní hranice. 21. srpna 1968 obsadila Krnovsko vojska Polské lidové republiky (PLR), polské vojáky pak vystřídala Střední skupina vojsk Sovětské armády. Dne 1. května 2004 vstoupily Polsko a Česko do Evropské unie a 21. prosince 2007 se Polsko a Česko staly součástí Schengenského prostoru.

## Cestovní ruch a instituce
Okres Hlubčice tvoří spolu se správním obvodem obce s rozšířenou působností Krnov a s okresem Prudník turistickou destinaci Slezsko bez hranic (polsky Śląsk bez granic).
Na území okresu Hlubčice funguje Místní akční skupina Plošina dobré země (polsky LGD Płaskowyż Dobrej Ziemi). Okres Hlubčice je také členem Sdružení obcí povodí Horní Odry (polsky Stowarzyszenie Gmin Dorzecza Górnej Odry) – polské částí Euroregionu Silesia.

## Partnerské regiony
- Holzminden, Německo
- Úvalno, Česko
- Budišov nad Budišovkou, Česko
- MAS Hlučínsko[22], Česko
- MAS Opavsko
- Mikroregion Opavsko – severozápad[23], Česko

## Sousední okresy
| Růžice kompasu |         | Prudník        | Kandřín-Kozlí | Růžice kompasu |
| Růžice kompasu | Bruntál | Sever          | Ratiboř       | Růžice kompasu |
| Růžice kompasu | Bruntál | Okres Hlubčice | Ratiboř       | Růžice kompasu |
| Růžice kompasu | Bruntál | Jih            | Ratiboř       | Růžice kompasu |
| Růžice kompasu | Bruntál | Opava          |               | Růžice kompasu |